# Endocytose

Animation de l'endocytose (entrée) et de l'exocytose (sortie).

 (février 2009).
L'endocytose (grec endon (dedans) et kutos (cellule)) est le mécanisme de transport de molécules, voire de particules (virales, bactériennes, etc.), vers l'intérieur de la cellule.
L'endocytose peut être effectuée par la plupart des cellules eucaryotes, les   hématies (globules rouges) faisant exception.

## Description

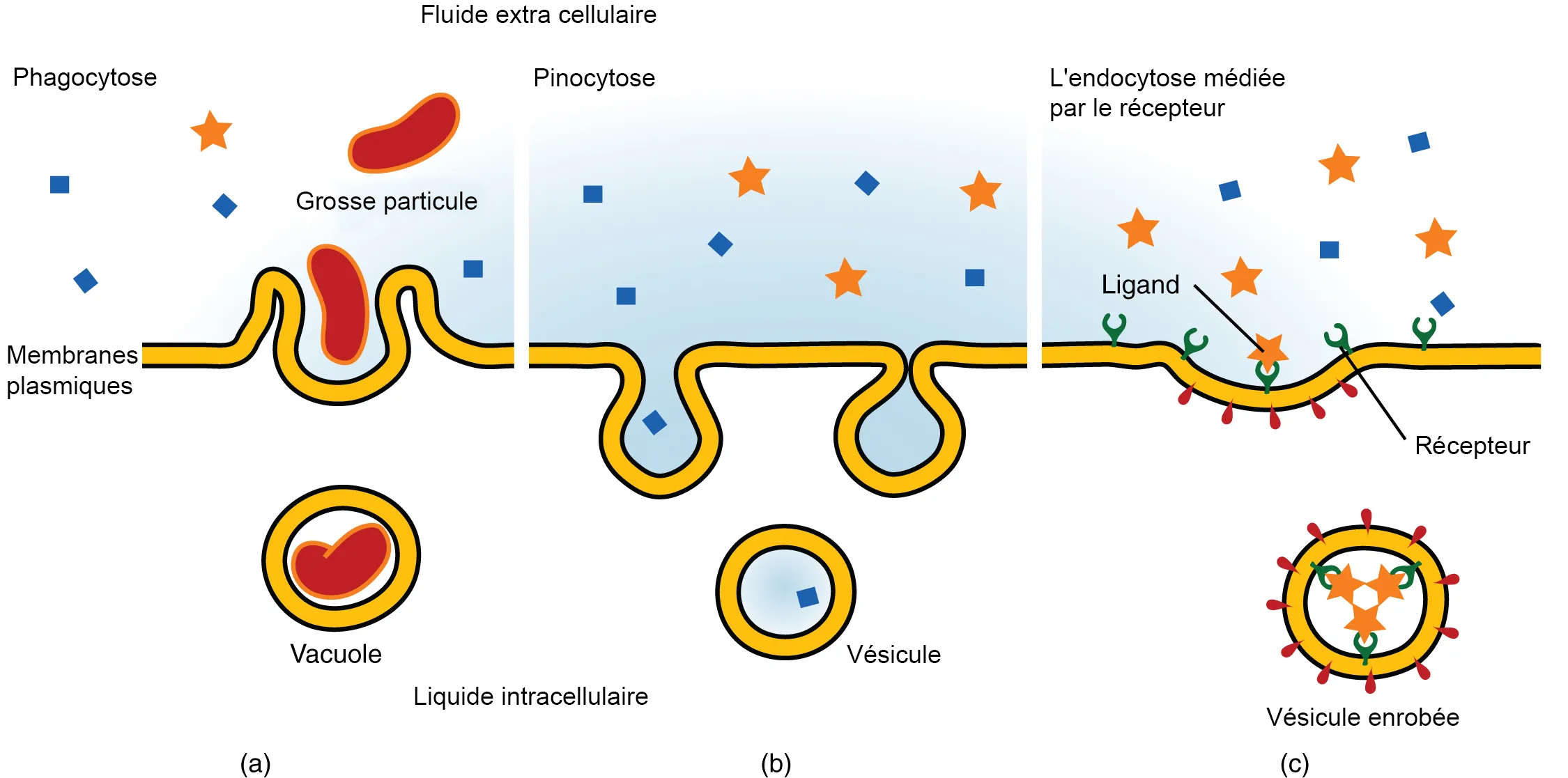
Type d'endocytose

L'endocytose est un phénomène membranaire faisant partie des mécanismes de transport avec mouvement (pseudopode). On en distingue trois types :
1. l'endocytose à récepteur ;
2. la pinocytose ;
3. la phagocytose.

L’endocytose (ou internalisation) a lieu quand une partie de la membrane entoure complètement une particule mineure, sans gros volume et la fait pénétrer de l’extérieur vers l’intérieur d’une cellule.
Ce mécanisme membranaire (ou quasi-membranaire) est très important dans la vie d’une cellule, car il permet l'internalisation de molécules spécifiques grâce à des récepteurs spécifiques dans la cellule (et notamment dans le cytosol), la molécule à endocyter étant appelée ligand (par ex., la transférine (ligand) qui va se fixer aux récepteurs membranaires spécifiques de la transférine).
L’endocytose d’une molécule se déroule en plusieurs étapes :
1. l'« adressage » spécifique de la molécule dans les « puits d’endocytose » (les zones de la membrane spécialisées dans l'endocytose) ;
2. la fixation sur la face interne de la membrane d'un réseau de complexes protéiques impliquant notamment la clathrine ;
3. la polymérisation des molécules les unes avec les autres entraînant l'invagination de la membrane, sa vésicularisation et enfin le détachement (nécessitant l'hydrolyse de GTP) et la migration de la vésicule vers l’intérieur de la cellule ;
4. Ensuite, les clathrines se détachent de la paroi de la vésicule qui devient une vésicule lisse.

Cette vésicule va fusionner avec un endosome dit « de triage », à pH acide (pH=6). Le ligand étant très faiblement lié aux récepteurs il y a dissociation, puis le contenu libéré est trié : certains récepteurs sont directement recyclés, exocytés vers la membrane et réincorporés à celle-ci selon un procédé inconnu.
Les ligands, eux, sont acheminés vers différentes destinations selon leur utilité à la cellule.
Une partie de ce matériel internalisé sera traitée par les « endosomes tardifs », une autre par le compartiment de recyclage d'endocytose (tous deux sont des espèces maturées de l'endosome primaire).
Le matériel contenu par un endosome tardif est généralement destiné à la dissociation : l'endosome soit fusionne avec un lysosome, soit en devient un par maturation : son pH diminue en raison de l'activité de l'ATPase vacuolaire et il devient capable de lyser des molécules.
Les molécules passant par le compartiment de recyclage de l'endocytose sont recyclées et ré-intégrées à la membrane plasmique. Ainsi la composition de la surface membranaire varie très peu.
Une partie des molécules internalisées n'est ni recyclée, ni hydrolysée. Elle passe par l'appareil de Golgi (ex. : le cholestérol, qui utilise comme protéine spécifique l'Apo B et comme transporteur membranaire le LDL).
Selon la taille du matériel absorbé, on distingue deux processus :
- la pinocytose (« boisson » de la cellule), qui est l’ingestion de fluides ou de macromolécules au moyen de petites vésicules de diamètre inférieur ou égal à 150 nm ;
- la phagocytose (« alimentation » de la cellule), qui est l’absorption de grosses particules, voire de cellules, par des vésicules de diamètre toujours supérieur à 250 nm et pouvant atteindre plusieurs micromètres : les phagosomes.

### Pinocytose
L'endocytose en phase liquide correspond au prélèvement d'une gouttelette (diamètre inférieur à 0,1 micromètre) d'un liquide extra cellulaire contenant ou non des petites molécules. L'ingestion se fait par invagination de la membrane plasmique qui se déprime en cupule, puis emprisonne le liquide à ingérer dans une petite vésicule qui sera libérée dans le cytoplasme.
Ce phénomène se produit en permanence dans la plupart des cellules eucaryotes.

### Pinocytose à vésicules recouvertes ou endocytose spécifique
L'observation au microscope électronique montre que les vésicules de pinocytose sont recouvertes d'un feutrage épais de 15 nanomètre environ, côté cytoplasmique. Ces vésicules proviennent d'invaginations de la membrane que l'on nomme « puits recouverts » et qui se forment dans des régions déterminées de la membrane où sont regroupés des récepteurs membranaires spécifiques.

## Étapes
1. Formation de puits recouverts, ou puits mantelés
Il y a un assemblage spontané sur la face cytoplasmique d'un réseau à mailles hexagonales d'une protéine fibreuse, la clathrine, puis invagination de la membrane en puits recouverts (ou puits mantelés ou puits tapissés).
2. Mécanisme moléculaire de la vésiculation
Le morceau de membrane emprisonné dans la cage de clathrine, qui se déforme peu à peu, se refermera, aidé par la dynamine qui, grâce à l'utilisation de l’énergie d'hydrolyse du GTP, va changer de conformation pour s'enrouler autour du col vésiculaire pour permettre la force de contraction nécessaire pour séparer la vésicule close de la membrane.
3. Concentration des composés à internaliser au niveau de ces puits
Fixation de ces composés (appelés les ligands) à leurs récepteurs spécifiques (qui sont des protéines intrinsèques) et diffusion des récepteurs « chargés » jusqu'à un puits recouvert en formation.
Les récepteurs se fixent à des protéines d'adaptation (adaptine) elles-mêmes reliées à la clathrine.
4. Internalisation des composés fixés à leurs récepteurs par formation de vésicule recouverte
La fabrication d'une vésicule à partir d'un puits est très rapide (environ une minute). Dans les cellules en culture, on estime que la surface occupée par les puits recouverts représente 2 % de celle de la membrane cytoplasmique; 2500 vésicules recouvertes environ s'y forment toutes les minutes.
5. Perte du revêtement de clathrine et migration intracytoplasmique de la vésicule
Elle perd rapidement son revêtement dont le rôle est d'engendrer une surface sphérique à partir d'une surface plane. Ce déshabillage, qui nécessite de l'ATP, est indispensable pour que la membrane de la vésicule puisse interagir avec le cytosquelette et ses protéines motrices et que la vésicule puisse être transporté dans le cytosol.
La clathrine retourne vers la membrane plasmique.
6. Fusion avec les endosomes et dissociation ligand-récepteur
La vésicule d'endocytose fusionne avec un endosome (le résultat de la fusion s'appelle encore endosome).
L'acidification du milieu interne par l'intermédiaire de pompes H+ ATP dépendante situées dans la membrane de l'endosome provoque la dissociation du complexe récepteur/ligand.
7. Séparation des récepteurs et des ligands dans les vésicules à destinée différente
Un tri s'opère: les récepteurs se concentrent en un endroit précis de la membrane de l'endosome, d'où bourgeonnent des vésicules qui fusionnent avec la membrane plasmique = recyclage des récepteurs.
Le contenu des endosomes, quant à lui est dirigé via d'autres vésicules, vers les lysosomes où aura lieu la digestion des molécules absorbées.

## Exemples
- Le cholestérol, présent sous deux formes dans les vaisseaux sanguins : lipoprotéine de basse densité (LDL) et lipoprotéine de haute densité (HDL). Le cholestérol nécessaire au milieu intracellulaire est pris dans la matrice extracellulaire par pinocytose du LDL.
- La phagocytose : mécanisme permettant d’ingérer un corps étranger afin de le digérer (animaux unicellulaires) ou de le détruire (macrophages du système immunitaire ou globules blancs) puis des lysosomes se positionnent autour de la vésicule et déversent leurs enzymes qui vont hydrolyser le corps ainsi ingéré.